# Spanje op de Paralympische Zomerspelen 2024
Spanje nam deel aan de Paralympische Zomerspelen 2024 in Parijs, Frankrijk.

## Deelnemers en resultaten

### Atletiek

#### Piste- en wegnummers
| atleet                                               | onderdeel    | series   | series | halve finale   | halve finale   | finale         | finale         |
| atleet                                               | onderdeel    | tijd     | rang   | tijd           | rang           | tijd           | rang           |
| ---------------------------------------------------- | ------------ | -------- | ------ | -------------- | -------------- | -------------- | -------------- |
| Joan Munar Martínez Gids: Guillermo Rojo Gil         | 100m T11     | 11,61 PB | 3 q    | 11,61 PB       | 4              | niet geplaatst | niet geplaatst |
| Eduardo Manuel Uceda Novas Gids: Diego Folgado Muñoz | 100m T11     | 11,37    | 2 Q    | 52,16          | 2              | niet geplaatst | niet geplaatst |
| Eduardo Manuel Uceda Novas Gids: Diego Folgado Muñoz | 400m T11     | 52,79    | 2 Q    | 52,16          | 3              | niet geplaatst | niet geplaatst |
| Gustavo Nieves                                       | marathon T12 | n.v.t.   | n.v.t. | n.v.t.         | n.v.t.         | 2.29.26 SB     | 8              |
| Alberto Suárez Laso                                  | marathon T12 | n.v.t.   | n.v.t. | n.v.t.         | n.v.t.         | 2.24.02 SB     | Zilver         |
| Wisdom Ikhiuwu Smith                                 | 100 m T13    | 11,74    | 7      | niet geplaatst | niet geplaatst | niet geplaatst | niet geplaatst |
| Yassine Ouhdadi El Ataby                             | 1500 m T13   | n.v.t.   | n.v.t. | n.v.t.         | n.v.t.         | 3.46,20 WR     | 5              |
| Yassine Ouhdadi El Ataby                             | 5000 m T13   | n.v.t.   | n.v.t. | n.v.t.         | n.v.t.         | 15.50,64       | Goud           |
| David José Pineda Mejía                              | 400 m T20    | n.v.t.   | n.v.t. | n.v.t.         | n.v.t.         | 48,24          | Zilver         |

Vrouwen
| atleet                                                          | onderdeel    | series   | series | halve finale   | halve finale   | finale         | finale         |
| atleet                                                          | onderdeel    | tijd     | rang   | tijd           | rang           | tijd           | rang           |
| --------------------------------------------------------------- | ------------ | -------- | ------ | -------------- | -------------- | -------------- | -------------- |
| Alba García Falagán                                             | 100m T11     | 12,90    | 2      | niet geplaatst | niet geplaatst | niet geplaatst | niet geplaatst |
| Melani Bergés Gamez Gids: Sergio Díaz del Campo                 | 100m T12     | 12,44 PB | 2 q    | 12,50          | 4              | niet geplaatst | niet geplaatst |
| Melani Bergés Gamez Gids: Sergio Díaz del Campo                 | 200m T12     | 25,79 PB | 1 Q    | 25,34 PB       | 3              | niet geplaatst | niet geplaatst |
| Nagore Folgado García Gids: Joan Raga Varo                      | 100m T12     | 12,35 PB | 2 q    | 12,55          | 4              | niet geplaatst | niet geplaatst |
| Nagore Folgado García Gids: Joan Raga Varo                      | 200m T12     | 26,74    | 4      | niet geplaatst | niet geplaatst | niet geplaatst | niet geplaatst |
| Sara Martínez Puntero Gids: Jaime Martínez Puntero              | 400m T12     | DNS      | DNS    | n.v.t.         | n.v.t.         | niet geplaatst | niet geplaatst |
| Elena Congost Gids: Mia Carol Bruguera                          | marathon T12 | n.v.t.   | n.v.t. | n.v.t.         | n.v.t.         | 3.00.48        | DSQ            |
| María Del Carmen Paredes Rodríguez Gids: Lorenzo Sánchez Martín | marathon T12 | n.v.t.   | n.v.t. | n.v.t.         | n.v.t.         | 3.36.29        | 10             |
| Adiaratou Iglesias Forneiro                                     | 100m T13     | 12,46 SB | 3 Q    | n.v.t.         | n.v.t.         | 12,51          | 5              |
| Adiaratou Iglesias Forneiro                                     | 400m T13     | 58,07 SB | 4 q    | n.v.t.         | n.v.t.         | 56,98 SB       | 4              |
| Sara Andrés Barrio                                              | 100m T64     | 13,20    | 4 q    | n.v.t.         | n.v.t.         | 13,03          | 4              |
| Fiona Pinar Batalla                                             | 100m T64     | 13,73    | 8      | n.v.t.         | n.v.t.         | niet geplaatst | niet geplaatst |
| Fiona Pinar Batalla                                             | 200m T64     | 27,42 PB | 2 Q    | n.v.t.         | n.v.t.         | 27,87          | 7              |